# Roman Harmoza
Roman Harmoza (ur. 12 lutego 1937 w Bućkiewiczach k. Mołodeczna) – generał brygady pilot Wojska Polskiego.

## Życiorys
Po wojnie przesiedlił się wraz z rodziną na teren późniejszego województwa zielonogórskiego. W 1956 ukończył liceum ogólnokształcące w Szprotawie i wstąpił do Oficerskiej Szkoły Lotniczej nr 5 w Radomiu. Szkołę ukończył jako prymus w marcu 1960 i został promowany do stopnia podporucznika. Po promocji otrzymał przydział do 31 pułku szkolno-bojowego w Łasku, gdzie był instruktorem pilotem. Po przemianowaniu 31 pułku szkolno-bojowego na 10 Pułk Lotnictwa Myśliwskiego OPK był dowódcą klucza w stopniu kapitana. W latach 1966–1969 studiował w Akademii Sztabu Generalnego WP im. gen. broni Karola Świerczewskiego w Warszawie, którą ukończył z wyróżnieniem. Po ukończeniu studiów został szefem strzelania powietrznego eskadry w 13 pułku lotnictwa myśliwskiego OPK w Łęczycy. Od listopada 1969 był kolejno zastępcą dowódcy, dowódcą eskadry, zastępcą dowódcy pułku, a od czerwca 1973 do września 1977 był dowódcą 1 Pułku Lotnictwa Myśliwskiego OPK „Warszawa” w Mińsku Mazowieckim w stopniu majora, następnie podpułkownika. W 1975 i 1977 pułk ten był wyróżniany przez MON za osiągnięcia w szkoleniu. 
W 1978 był zastępcą dowódcy 4 Pomorskiej Dywizji Lotnictwa Myśliwskiego ds. liniowych w Malborku. Od 1978 do 1980 studiował w Wojskowej Akademii Sztabu Generalnego Sił Zbrojnych ZSRR im. K. Woroszyłowa w Moskwie. Po ukończeniu studiów został w lipcu 1980 dowódcą 2 Brandenburskiej Dywizji Lotnictwa Szturmowo-Rozpoznawczego w Pile. Od 1983 dowódca 4 Pomorskiej Dywizji Lotnictwa Myśliwskiego im. gen. bryg. pil. Józefa Smagi  w Malborku. W październiku 1986 na mocy uchwały Rady Państwa PRL został awansowany do stopnia generała brygady. Nominację wręczył mu w Belwederze 12 października 1986 przewodniczący Rady Państwa PRL gen. armii Wojciech Jaruzelski. Od końca 1986 pełnił obowiązki, a od 1987 był zastępcą dowódcy Wojsk Lotniczych do spraw liniowych. Po połączeniu Wojsk Lotniczych i Wojsk OPK w lipcu 1990 został szefem Wojsk Lotniczych – zastępcą dowódcy Wojsk Lotniczych i Obrony Powietrznej. Od czerwca 1991 do października 1993 był attaché wojskowym, morskim i lotniczym przy Ambasadzie RP w Moskwie. Ze stanowiska tego został odwołany na żądanie strony rosyjskiej w ramach odwetu za wydalenie przez stronę polską attache wojskowego Rosji w Warszawie. Od stycznia do lipca 1994 pełnił obowiązki dyrektora Departamentu Kadr MON, a w latach 1994–1995 był dyrektorem generalnym w MON. Od 1995 do 1997 roku był zastępcą szefa Misji Organizacji Bezpieczeństwa i Współpracy w Europie w Gruzji, a od 1997 do 1998 doradcą dowódcy Nadwiślańskich Jednostek Wojskowych Ministerstwa Spraw Wewnętrznych i Administracji. W maju 1997 został przeniesiony w stan spoczynku w związku z osiągnięciem 60. roku życia. 
W okresie od 1998 do 2000, już w stanie spoczynku, był zastępcą szefa Misji OBWE w Mołdawii. Od 2001 pracował jako dyrektor do spraw rozwoju w amerykańskiej firmie NATO Expantion Engineering and Program Management Corporation. Aktywny działacz organizacji lotniczych i weteranów wojskowych. W latach 2007–2019 prezes Klubu Generałów WP. W latach 2006–2010 wiceprezes, a od 2010 prezes Oddziału Warszawsko-Mazowieckiego Stowarzyszenia Seniorów Lotnictwa Wojskowego RP. W latach 2014–2018 członek Zarządu Głównego Stowarzyszenia Seniorów Lotnictwa Wojskowego RP z siedzibą w Poznaniu. Był także wiceprzewodniczącym Komitetu Budowy Pomnika "Chwała Lotnikom Polskim", który został odsłonięty na Cmentarzu Wojskowym na Powązkach w Warszawie w sierpniu 2018 z okazji 100-lecia Lotnictwa Polskiego.
Pilot wojskowy klasy mistrzowskiej, w 1978 i 2014 wyróżniony tytułem "Zasłużonego Pilota Wojskowego". W powietrzu spędził ponad 2500 godzin. Latał na samolotach Junak-3, Jak-11, TS-8-Bies, MiG-15, Lim-1, Lim-2, Lim-5, MiG-17 i MiG-21 różnych modyfikacji, a także TS-11 Iskra. Podczas służby w 1 pułku lotnictwa myśliwskiego OPK "Warszawa" był członkiem zespołu akrobacyjnego "Strzała". W lipcu 1978 wykazał wysokie umiejętności pilotażowe i uniknął katastrofy lotniczej w trudnej sytuacji, gdy podczas lądowania w samolocie MIG-15 zgasł silnik.

## Odznaczenia
- Krzyż Komandorski Orderu Odrodzenia Polski (1997)
- Krzyż Oficerski Orderu Odrodzenia Polski (1987)
- Krzyż Kawalerski Orderu Odrodzenia Polski (1978)
- Złoty Krzyż Zasługi (1973)
- Złoty Medal „Siły Zbrojne w Służbie Ojczyzny”
- Srebrny Medal Siły Zbrojne w Służbie Ojczyzny
- Złoty Medal „Za zasługi dla obronności kraju”
- Srebrny Medal „Za zasługi dla obronności kraju”
- Brązowy Medal „Za zasługi dla obronności kraju”
- Medal „Pro Memoria” (2012)
- Medal „Milito Pro Christo” (2017)
- Tytuł honorowy i odznaka Zasłużony Pilot Wojskowy PRL (1978)
- Tytuł honorowy i odznaka Zasłużony Pilot Wojskowy (2014)
- Krzyż Za Zasługi dla Związku Żołnierzy Wojska Polskiego (2019)[2]
- Odznaka Honorowa „Zasłużony dla Mazowsza” (2019)
- Odznaka pamiątkowa 1 Pułku Lotnictwa Myśliwskiego OPK „Warszawa”
- Tytuł Honorowego Obywatela miasta Mińsk Mazowiecki (2011)[3].
- Statuetka Ikara
- inne odznaczenia

## Życie prywatne
Mieszka w Warszawie, żonaty, dwie córki.